# Musée des Beaux-Arts de Mulhouse
Le musée des Beaux-Arts de Mulhouse est un musée d'art français situé à Mulhouse (Haut-Rhin), dans un hôtel particulier du XVIIIe siècle, également connu sous le nom de « villa Steinbach ». Aujourd'hui propriété de la ville, il a été fondé en 1864 à l'initiative de Frédéric Engel-Dollfus et de la Société industrielle de Mulhouse (SIM).
Ses collections – surtout constituées de peintures européennes de la fin du Moyen Âge à l'époque contemporaine – font la part belle au XIXe siècle et aux artistes régionaux, une salle étant consacrée au peintre Jean-Jacques Henner, enfant du pays.

## Historique
Réunie à la France depuis 1798 seulement, Mulhouse bénéficie au XIXe siècle d'un essor industriel et d'une croissance démographique exceptionnels mais, contrairement à d'autres villes d'importance comparable, elle ne possède toujours aucun musée, ni aucune collection d'envergure pouvant en constituer le point de départ.
Pourtant l'idée qui fait son chemin est relancée en 1864 par un riche collectionneur, Frédéric Engel-Dollfus, gendre de Jean Dollfus, le patron de la société DMC. Il cède lui-même seize peintures et persuade la Société industrielle, la Ville et d'autres amateurs d'art locaux de contribuer à la constitution d'une véritable collection. Les dons arrivent peu à peu, mais le bâtiment promis par la Ville en 1866 n'est pas fourni, alors que surviennent la guerre puis l'annexion allemande.

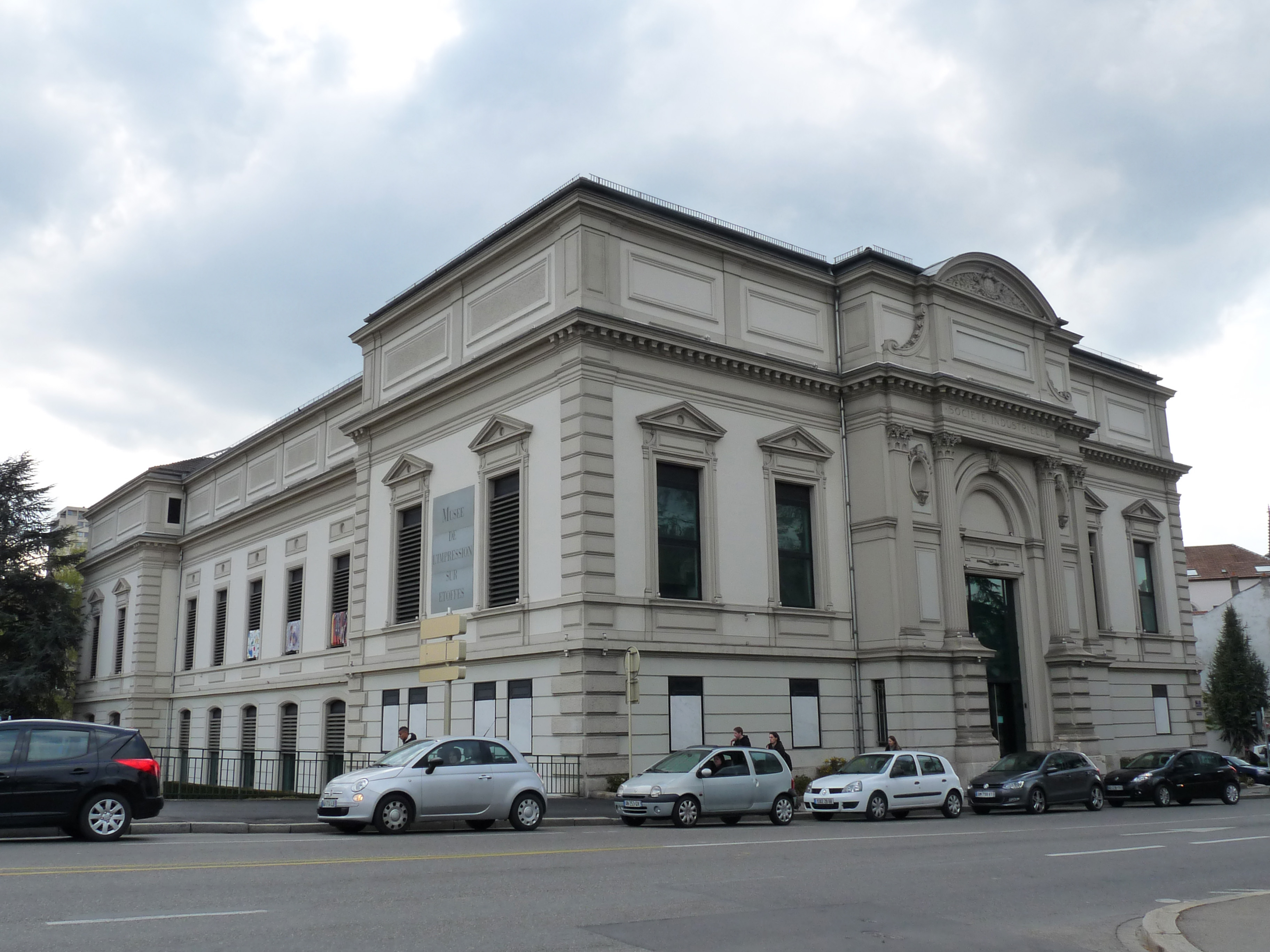
L'ancien bâtiment, aujourd'hui musée de l'Impression sur étoffes.

La Société industrielle décide de construire elle-même le bâtiment, inauguré en 1883 et dont le premier étage est destiné au musée des Beaux-Arts. Cet imposant édifice en bordure du canal existe toujours, mais il abrite désormais le musée de l'Impression sur étoffes. Les différents catalogues permettent de juger de l'enrichissement des collections. En 1891, 296 toiles sont répertoriées, en 1897 elles sont 492. Dans l'inventaire de 1922 on dénombre environ 600 peintures, 300 dessins ou aquarelles, une centaine de sculptures et près de 4 500 estampes. La grande hétérogénéité des œuvres s'explique par les initiatives disparates des donateurs, des industriels locaux dont les goûts bourgeois les conduisent à préférer une peinture académique, si possible distinguée aux Salons de Paris, aux avant-gardes telles que l'impressionnisme ou le cubisme. Francophiles, ils privilégient aussi la peinture française, ou régionale.
Lors de la Seconde Guerre mondiale les biens de la Société industrielle sont confisqués et son siège est partiellement détruit. De nombreuses œuvres sont perdues ou endommagées pendant les bombardements de 1944 et le musée est fermé. Il ne renaît vraiment qu'en 1958, au moment de sa « municipalisation ». Le musée ouvre à nouveau ses portes, mais le nombre d'œuvres présentées au public restera longtemps réduit.

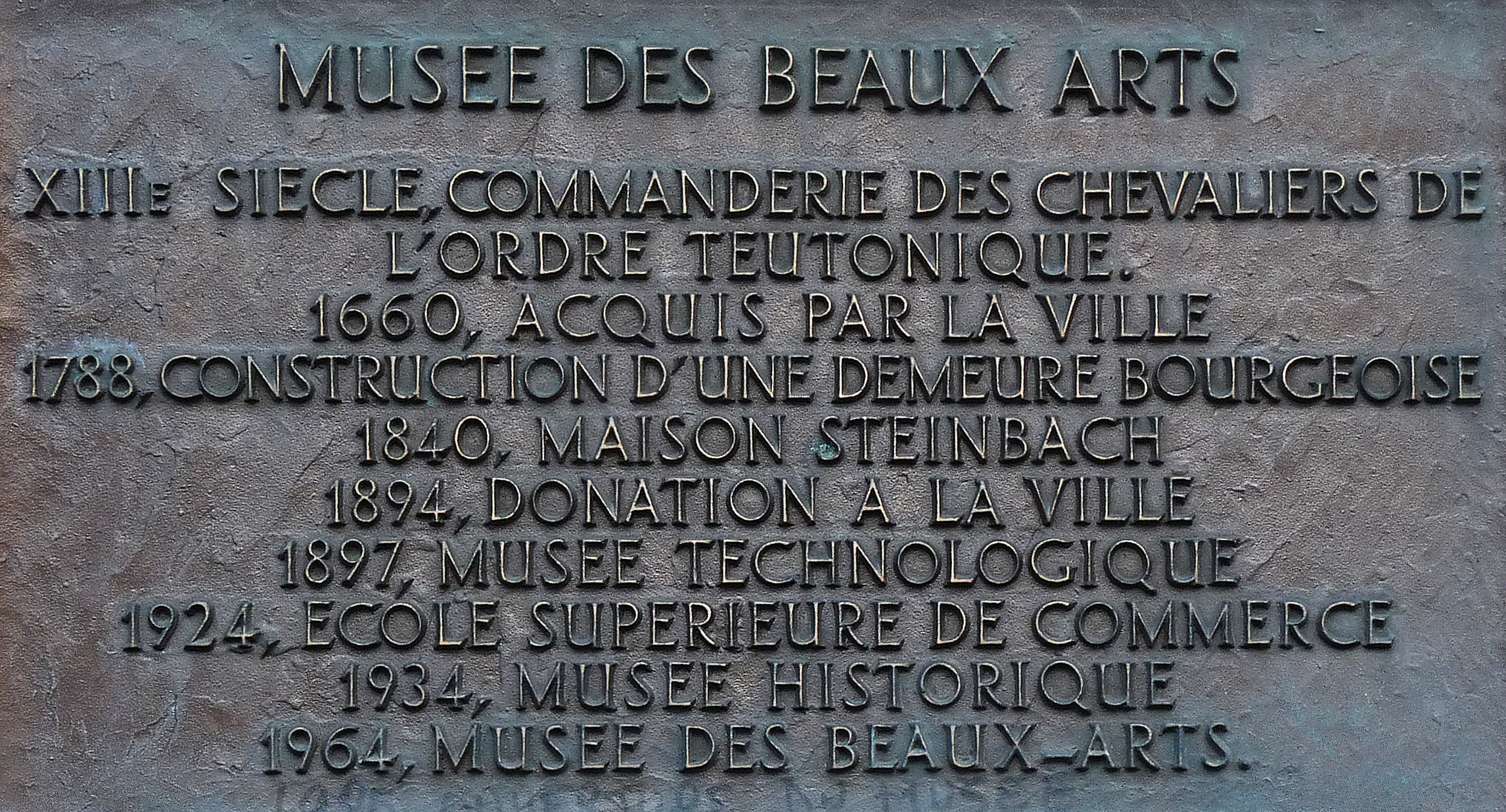
Historique de la villa Steinbach.

Alors que la Société industrielle demeure propriétaire des œuvres, c'est la Ville qui en devient dépositaire. Elle décide alors d'attribuer au musée la maison Steinbach – ou villa Steinbach –, un hôtel particulier du XVIIIe siècle situé sur la place Guillaume-Tell. Ce site a lui-même une longue histoire. Sur l'emplacement d'une ancienne commanderie, la demeure fut construite en 1788 pour le fabricant d'indiennes Jean Vetter. Elle est acquise en 1840 par un autre industriel, Georges Steinbach. En 1894 les héritiers de celui-ci font don de la villa à la Société industrielle qui la transforme en musée technologique, puis lui adjoint une aile en 1924 et en fait une école de commerce. La vocation de la demeure changera encore : musée historique en 1934, elle se mue en musée des Beaux-Arts en 1964.
Le bâtiment est entièrement rénové entre 1982 et 1985. L'accès du musée devient gratuit en 1999.

## Collections permanentes
Les collections permanentes sont présentées au premier étage de la villa.

### Art médiéval
Les vitraux du temple Saint-Étienne, les sculptures et les panneaux peints sur bois illustrent cet art, exclusivement religieux, en Alsace. Les trois panneaux du retable Lösel, un retable peint en provenance de Rheinfelden, mettent ainsi en scène la Résurrection du Christ, la Dormition et la Présentation du commanditaire Jean Lösel, grand prieur à Rheinfelden, à la Vierge par sainte Barbe.

Retable Lösel
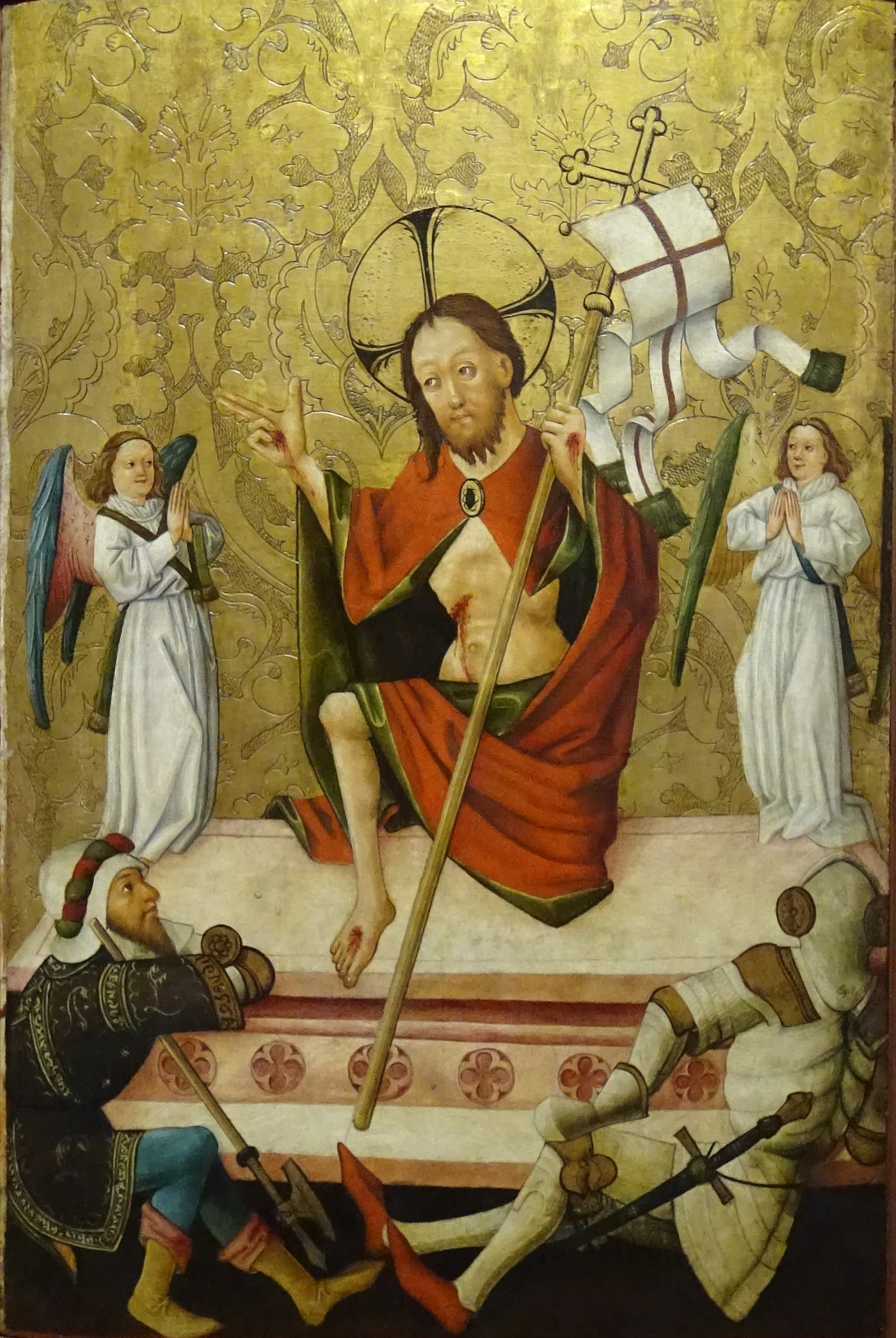
Panneau de la Résurrection de Jésus.
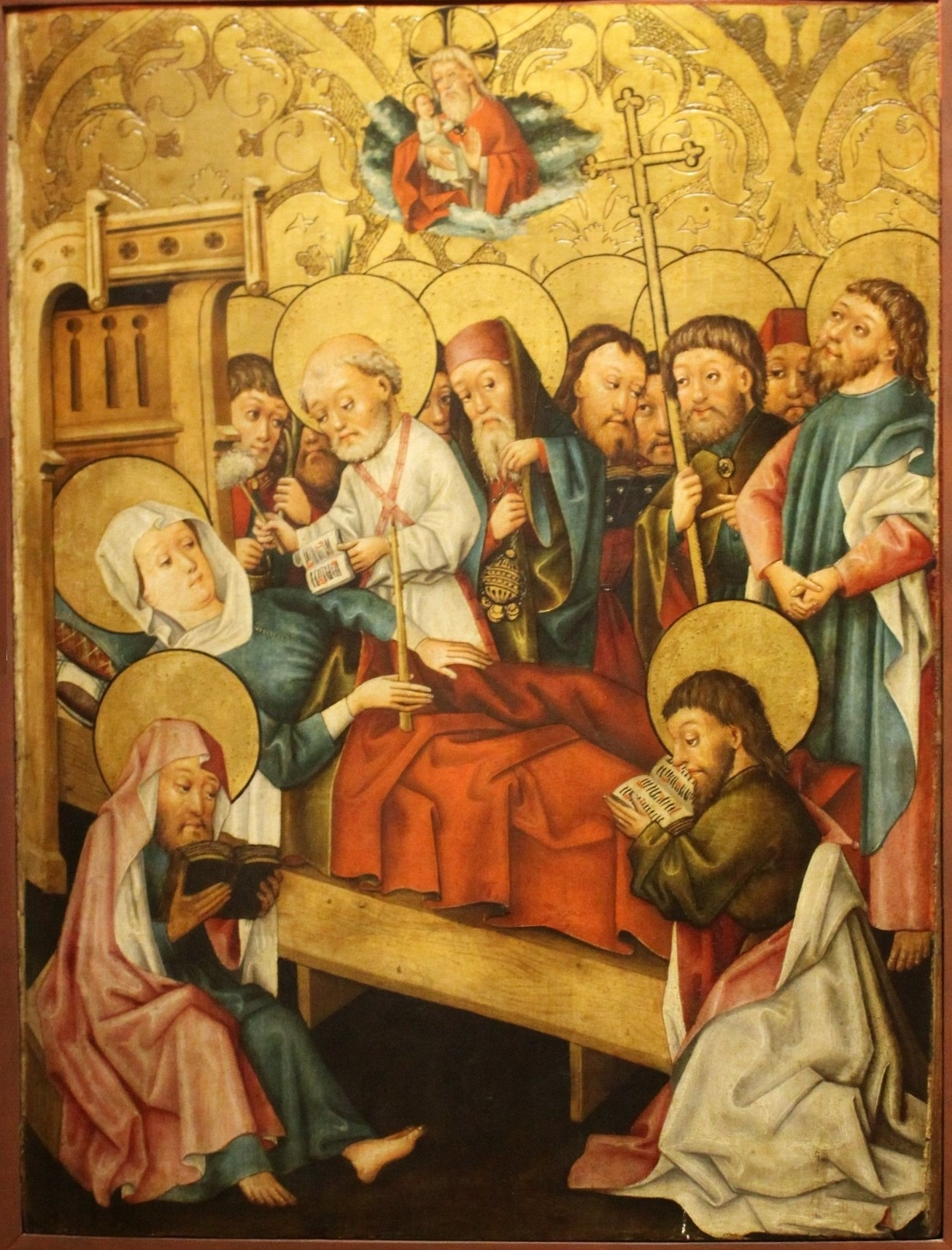
Panneau de la mort de la Vierge.
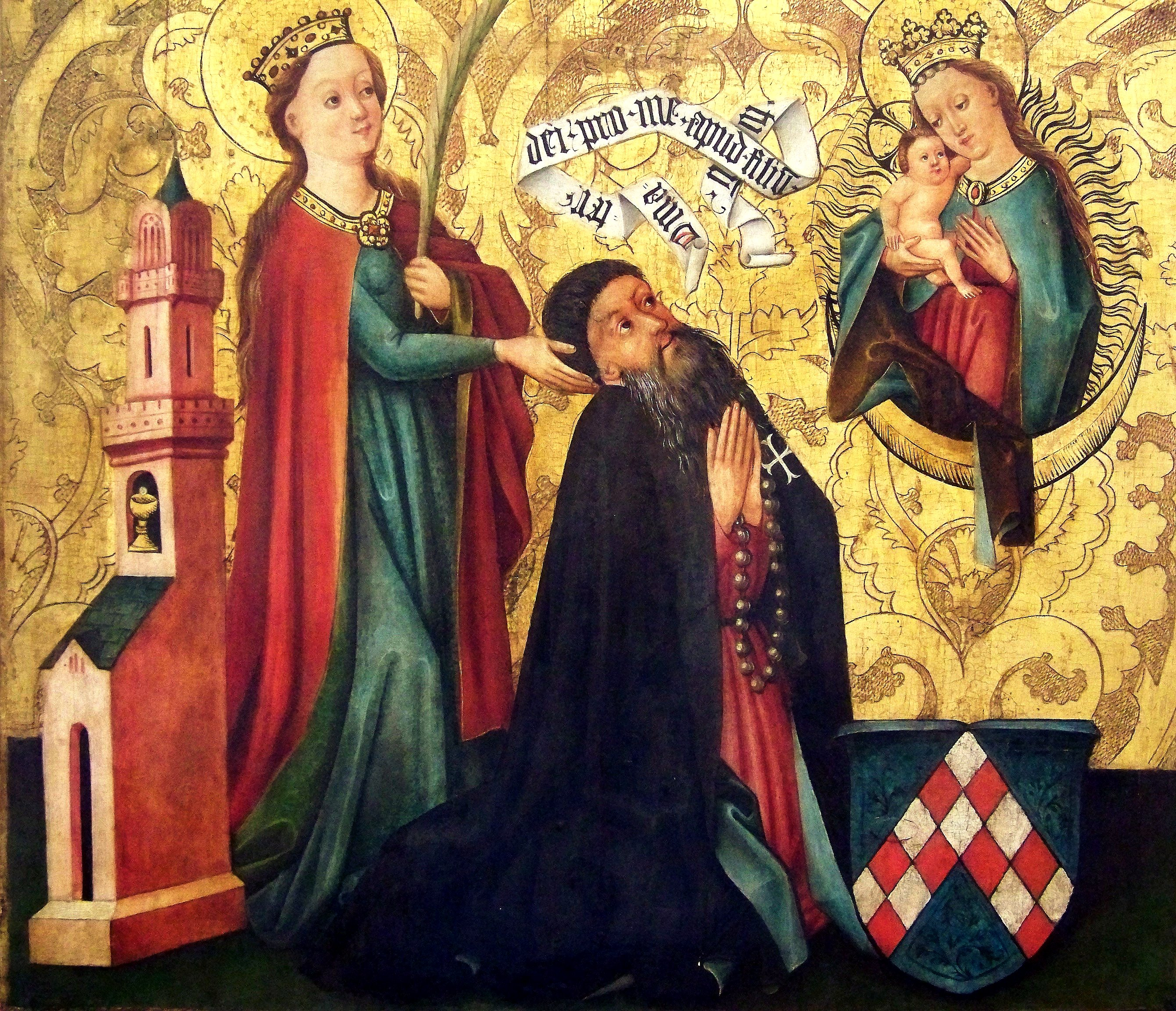
Panneau de la présentation de Johann Loesel à la Vierge.

### Renaissance
Pour cette période, l'œuvre la plus remarquable est le Double buste d'évêques (saint Égide et saint Benoît, évêques de Strasbourg), deux têtes en bois très expressives exécutées en 1500 par Veit Wagner pour le retable de l'église Saint-Pierre-le-Vieux de Strasbourg. C'est le plus ancien témoignage de l'art du portrait dans le musée.

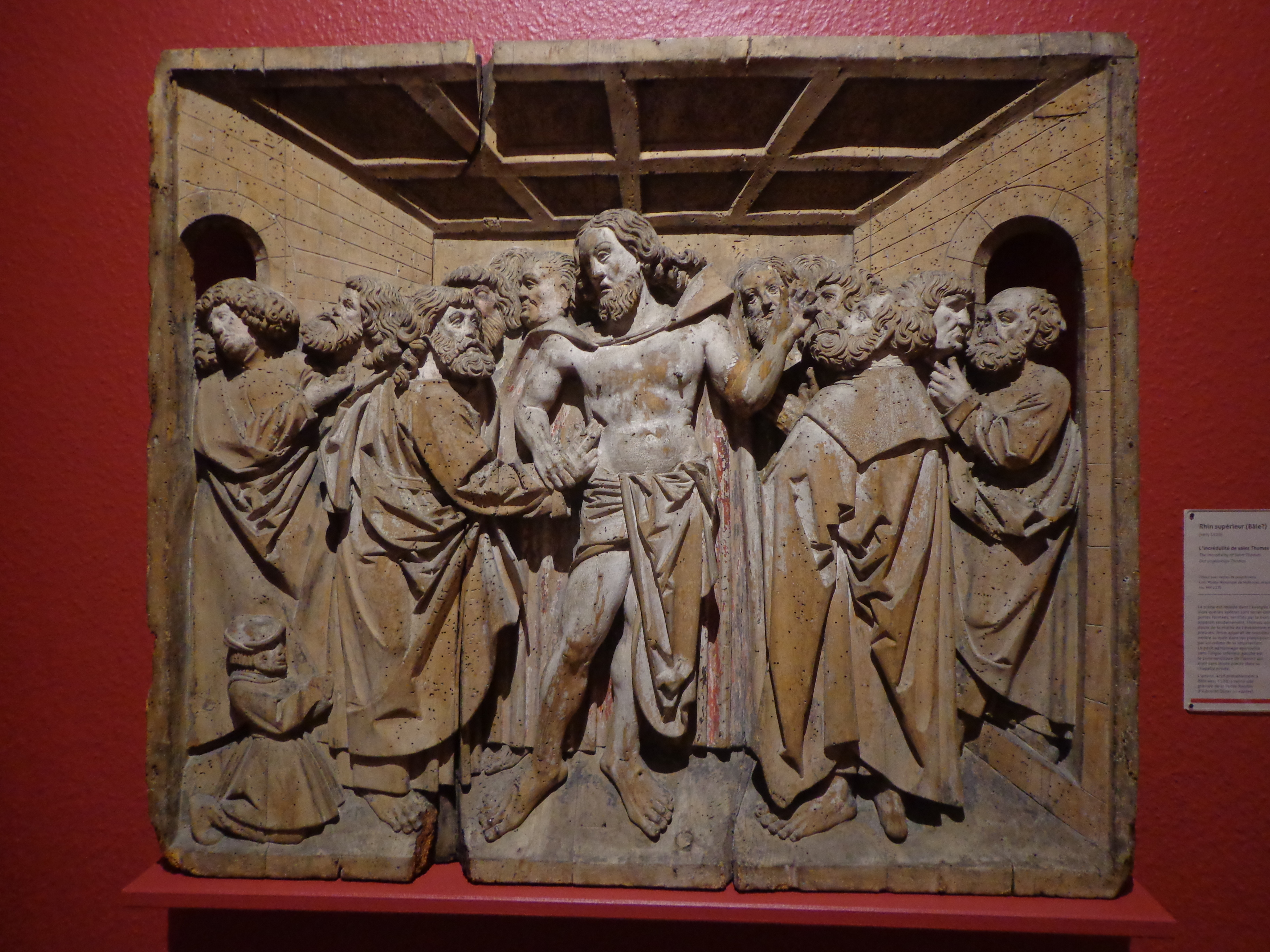
L'Incrédulité de saint Thomas.

Comme dans cette œuvre, le Doute de saint Thomas – autre fragment de retable, inspiré d'une gravure de Dürer – représente le donateur à une échelle réduite, à l'écart du Christ et des apôtres.
Cette période – qui perpétue les sujets religieux, mais s'ouvre à la mythologie, au paysage et à la vie quotidienne – est peu représentée, si l'on excepte par exemple Vénus et l'Amour, une peinture autrefois attribuée à Cranach, ou Sainte Catherine recevant les stigmates du Christ, témoignage de l'évolution de la perspective. Entrée dans la collection de la Société industrielle de Mulhouse en 1928 grâce à une donation des héritiers de Madame Thorens Dollfus, cette peinture était initialement attribuée à Matteo Balducci, un peintre siennois du début du Cinquecento, mais cette hypothèse ne semble pas confirmée.

### XVIIeetXVIIIesiècles

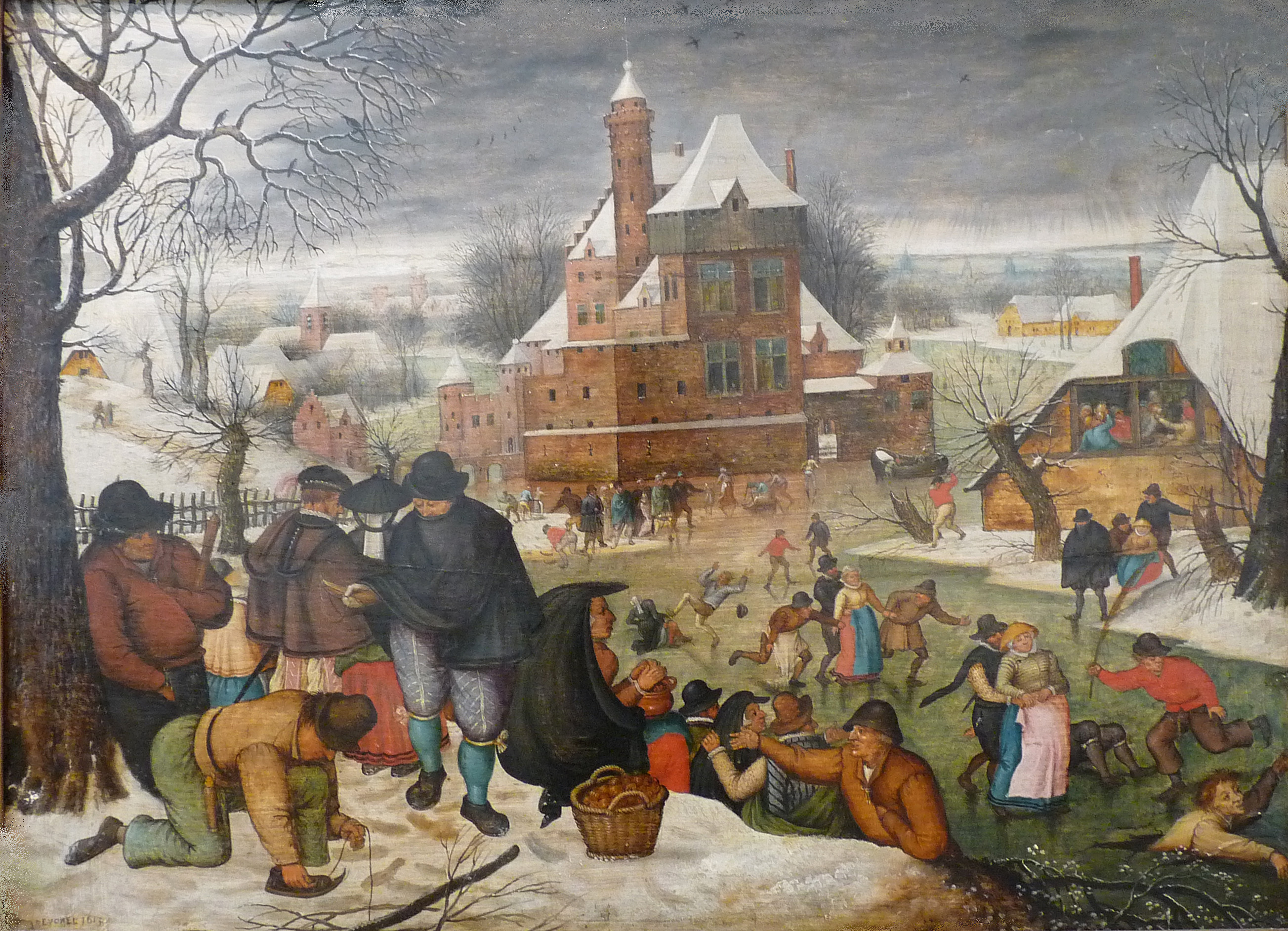
Brueghel le Jeune, Scène de patinage.

La Scène de patinage, une huile sur bois réalisée par Pieter Brueghel le Jeune en 1613, est l'œuvre la plus connue du musée. Hendrick Martensz Sorgh est présent avec un Intérieur de cuisine, caractéristique de ses débuts.
Le paysage du XVIIe siècle est incarné par l'Entrée de forêt de Jacob van Ruisdael, dont une esquisse est conservée au British Museum et qui révèle une observation minutieuse mais dramatisée de la nature.
Le baroque italien est représenté par l'éclairage théâtral des Thermes de Caracalla de Giovanni Ghisolfi, l'Assomption de Francesco Solimena et le paysage tourmenté de la Tentation de saint Antoine de Sebastiano Ricci et de son neveu Marco.
Le développement d'un goût pour l'objet se manifeste à travers la minutieuse Nature morte de Peter Binoit, peinte sur cuivre, ou les poissons du Marché en Italie de Giuseppe Fardella, mais cet intérêt pour la matérialité des choses est remise en question par la Vanité de Madeleine de Boullongne, qui oppose aux livres et à la musique le crâne et le sablier.
Le XVIIIe siècle français se distingue par ses compositions décoratives – telles que les monumentales natures mortes d'Alexandre-François Desportes – et ses portraits, notamment deux autoportraits de Jean-Gaspard Heilmann, l'un en costume d'apparat, l'autre en tenue d'atelier, et surtout le portrait consacré au Banquier Jabach élaboré par Hyacinthe Rigaud vers 1688. François Boucher est représenté par Le Jugement de Pâris, qui date d'environ 1763.

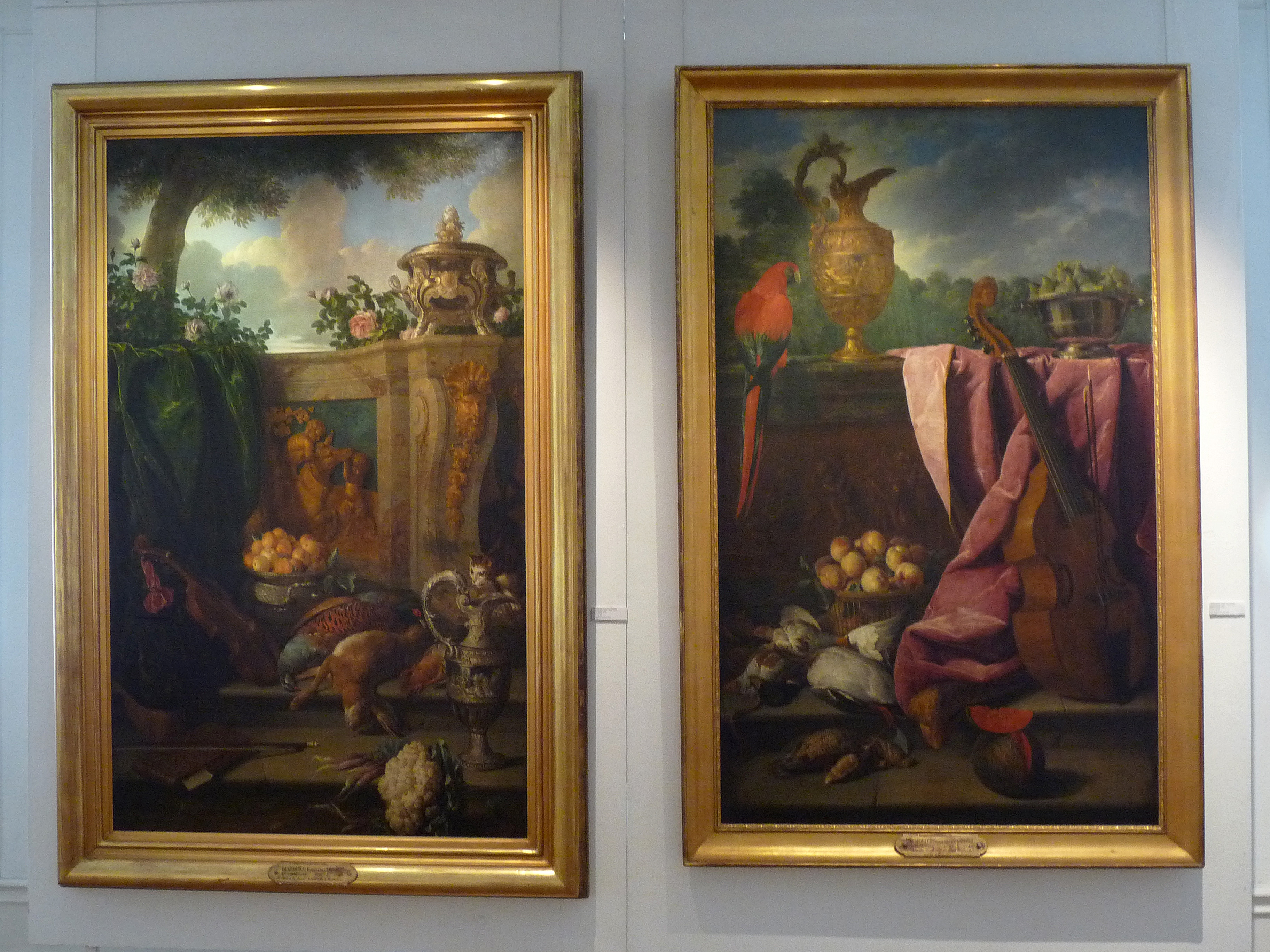
Alexandre-François Desportes, Natures mortes
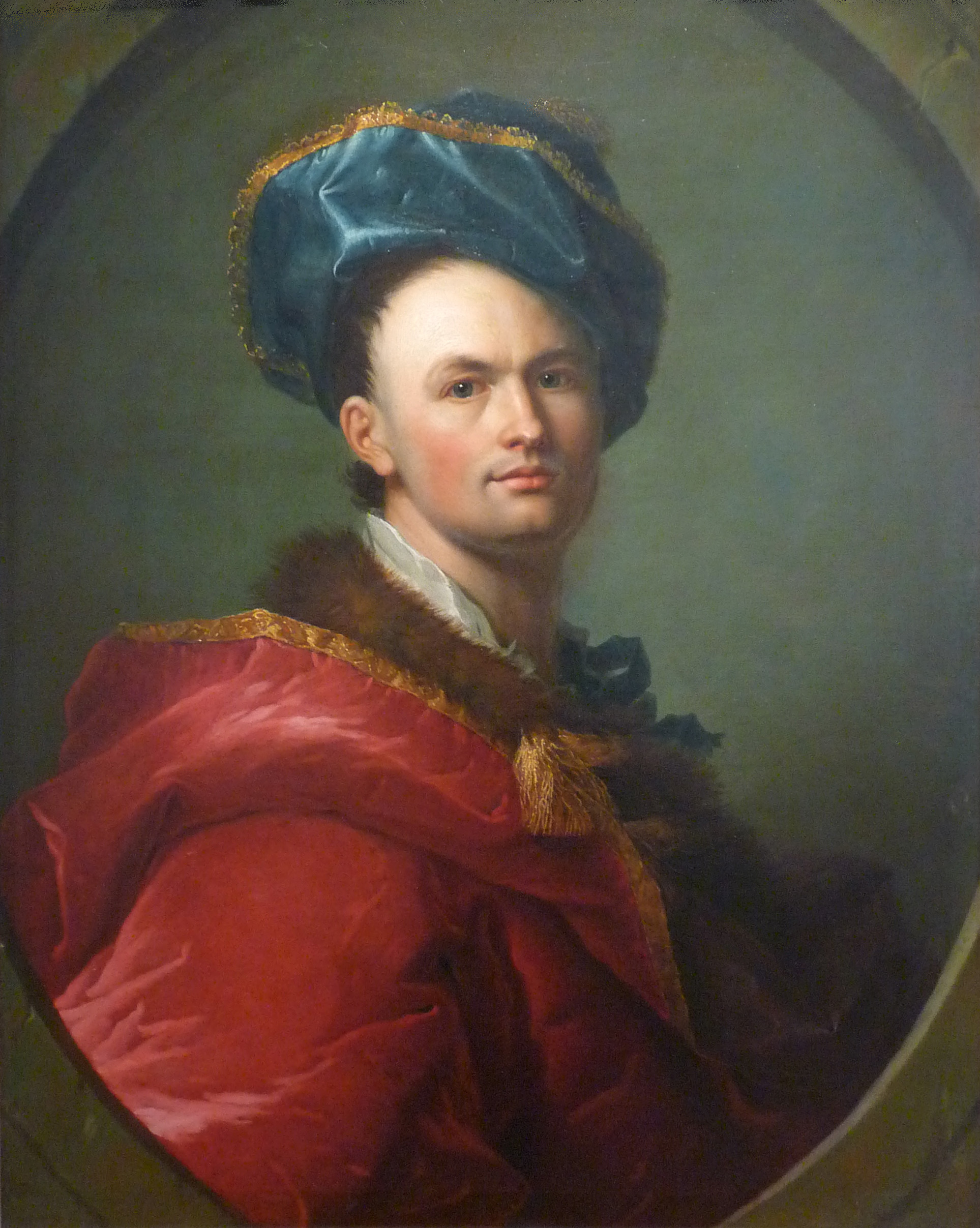
Jean-Gaspard Heilmann, Autoportrait en tenue d'apparat
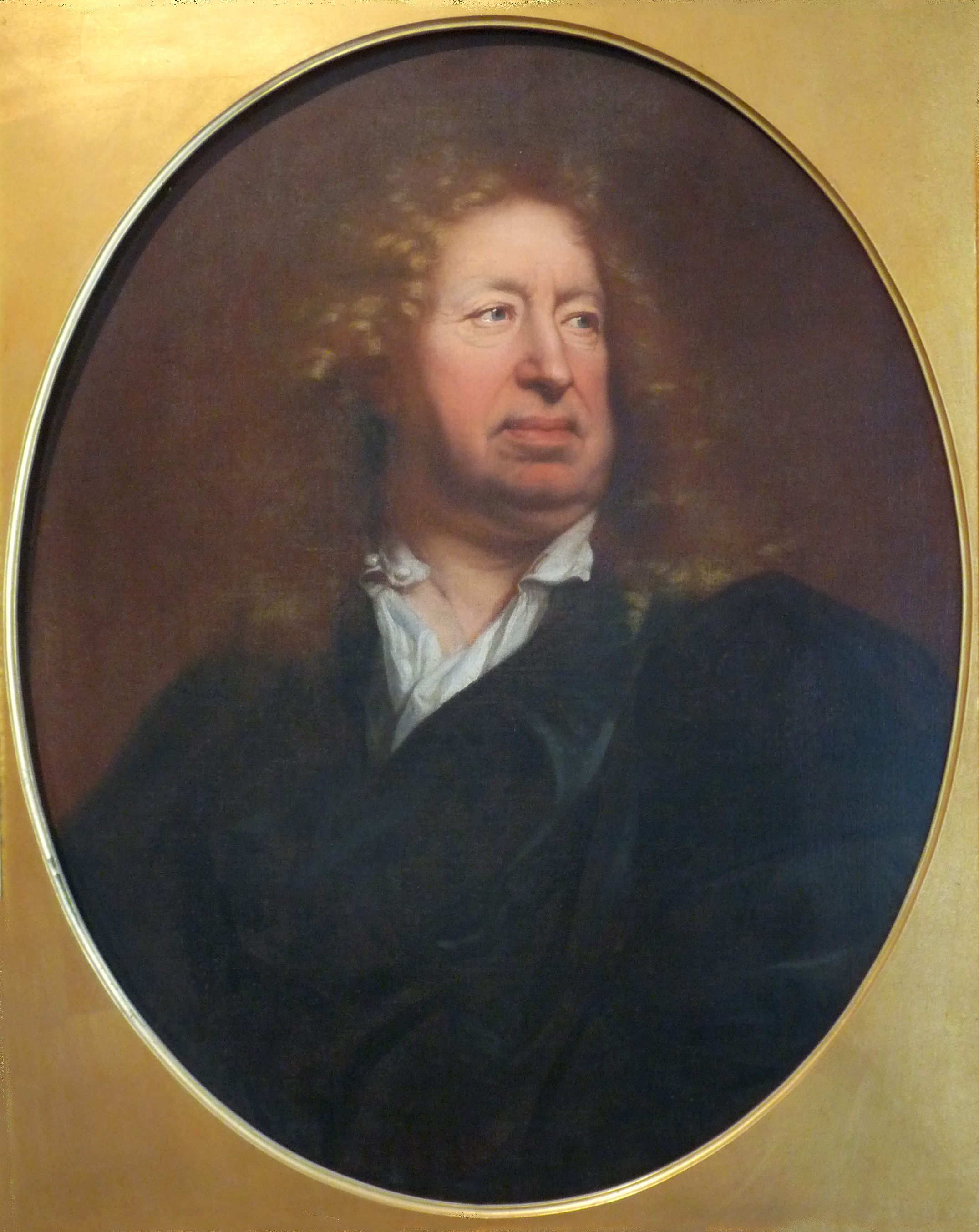
Hyacinthe Rigaud, Portrait de Jabach

### XIXesiècle

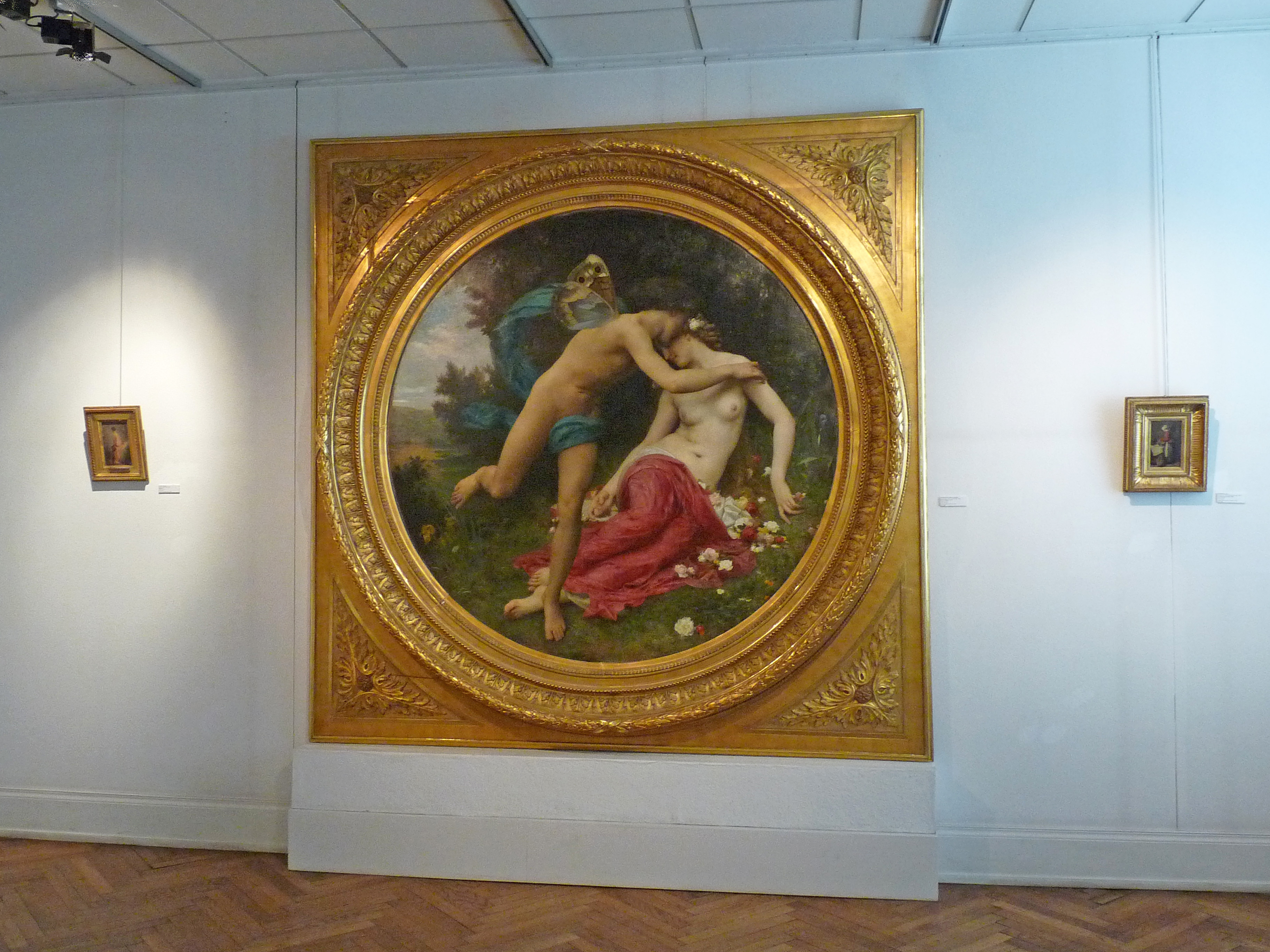
William Bouguereau, Flore et Zéphyr

Les toiles des maîtres du XIXe siècle, pour la plupart médaillés du Salon et appréciés de la bourgeoisie, sont les plus nombreuses.
Les paysages de la Forêt aux environs de Genève du Suisse Alexandre Calame, du Braconnier de Constant Troyon, de la Réserve de chevreuils de Gustave Courbet ou des Bords du lac du Bourget d'Adolphe Appian témoignent, chacun à sa manière, du triomphe d'un style champêtre et pastoral.
Le Baiser de Flore et Zéphyr (1875) de William Bouguereau, qui fut Grand Prix de Rome en 1850, constitue un bon exemple de la peinture académique de cette époque – parfois qualifiée d'« art pompier ». Quoique plus petits, la Baigneuse de Charles Chaplin et Léda et le cygne de Tony Robert-Fleury se rattachent à la même veine que cette composition de grande taille, rehaussée d'un imposant cadre doré.
La montée de l'individualisme est propice à l'épanouissement du portrait, représenté au musée notamment par le Compositeur Reber d'Amaury-Duval, la Dame de Mulhouse de Ferdinand Wachsmuth, L'Italienne de Louis-Charles-Auguste Couder ou l'Espagnole d'Henri Regnault.
Les portraits les plus nombreux sont ceux de Jean-Jacques Henner qui peignit abondamment les membres de sa famille – M. Séraphin Henner, Madame Séraphin Henner, Eugénie Henner, Jules Henner –, ses amis artistes – Jean Benner et son frère jumeau Emmanuel Benner –, les gens du Sundgau, ses bienfaiteurs – Mme Daniel Dollfus-Koechlin – mais également d'énigmatiques femmes rousses au teint d'albâtre, comme Lola, La Frileuse ou la Petite bergère.

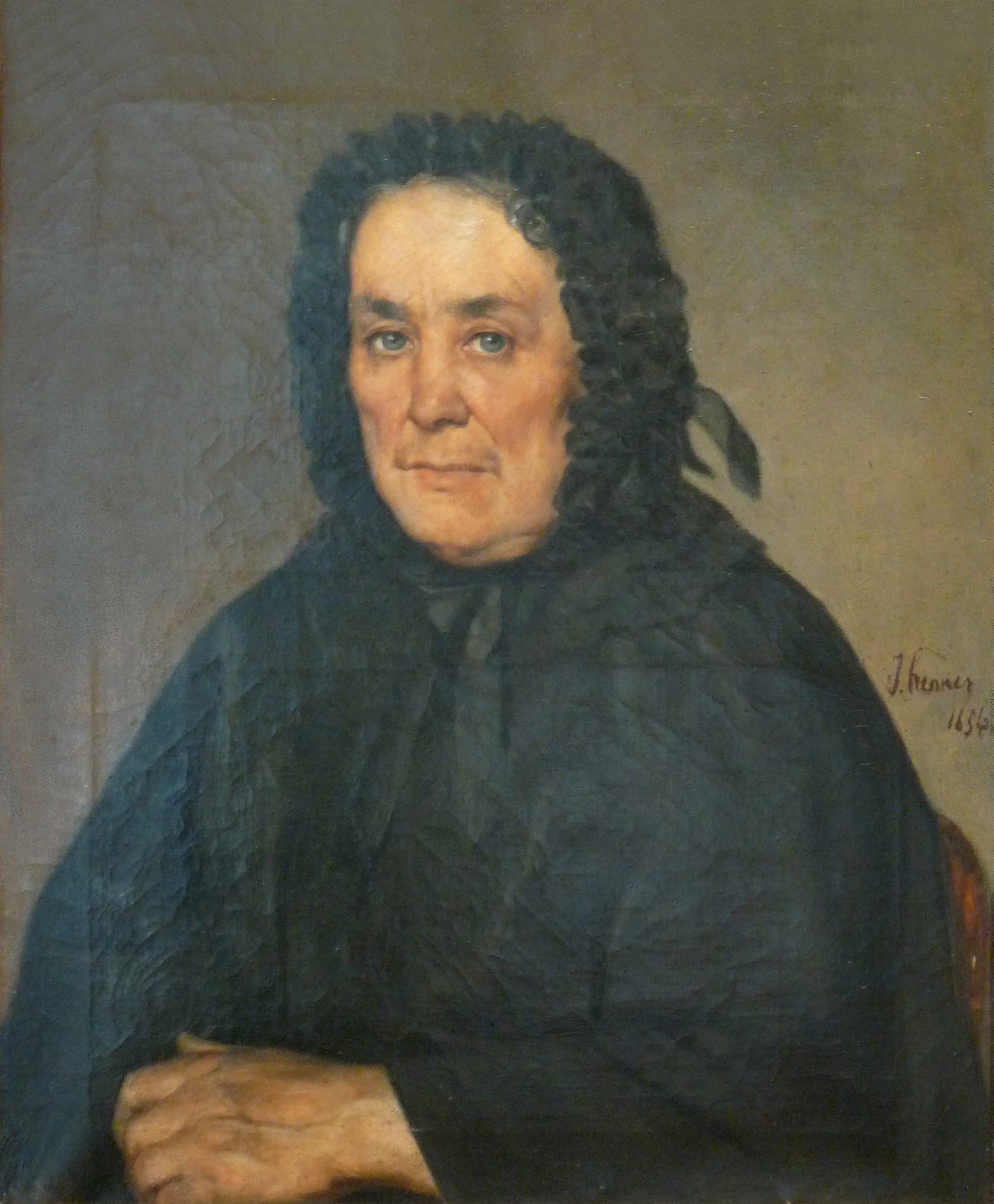
Henner, Portrait de Mme Kaufmann
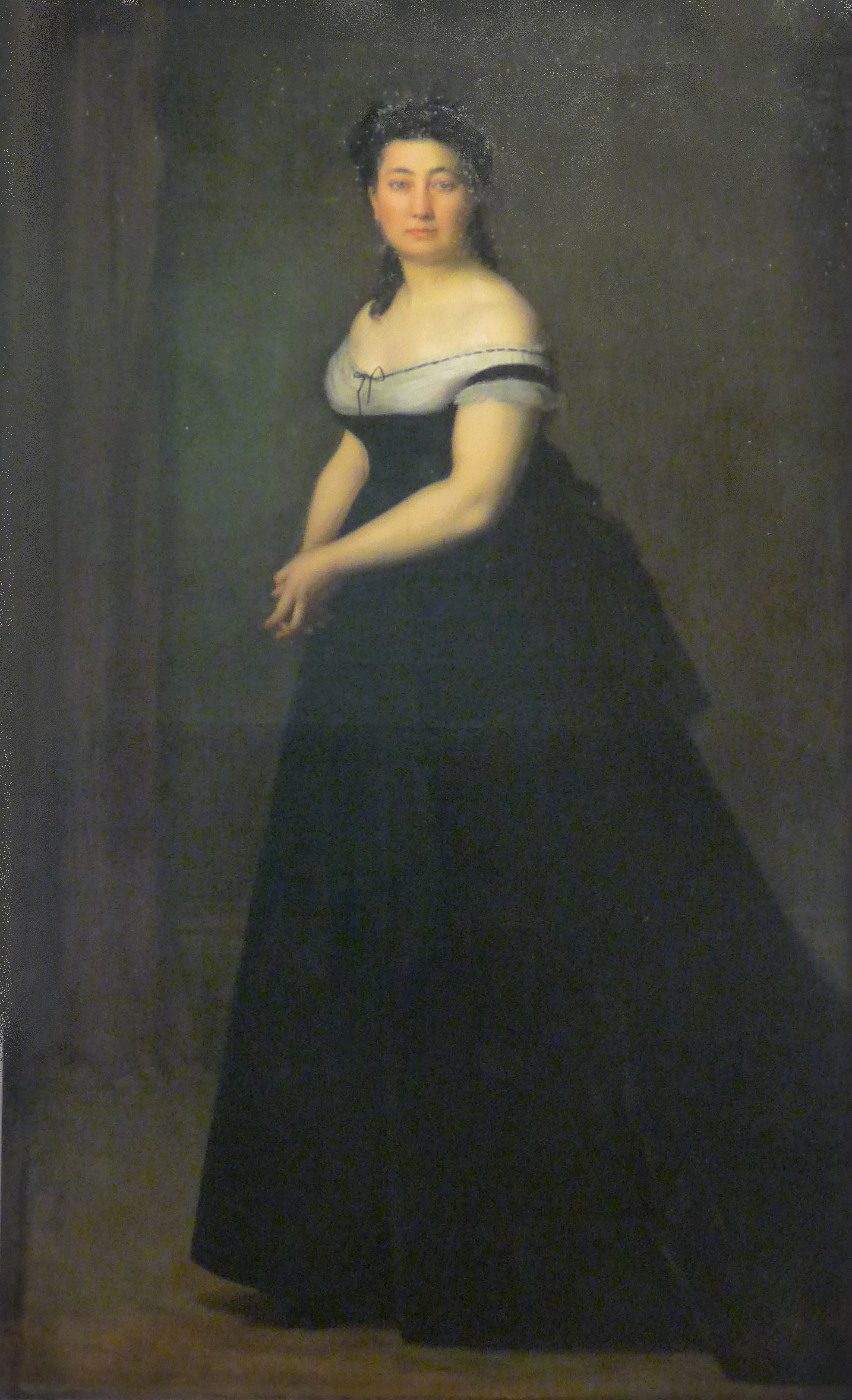
Henner, Portrait de Mme Daniel Dollfus-Koechlin
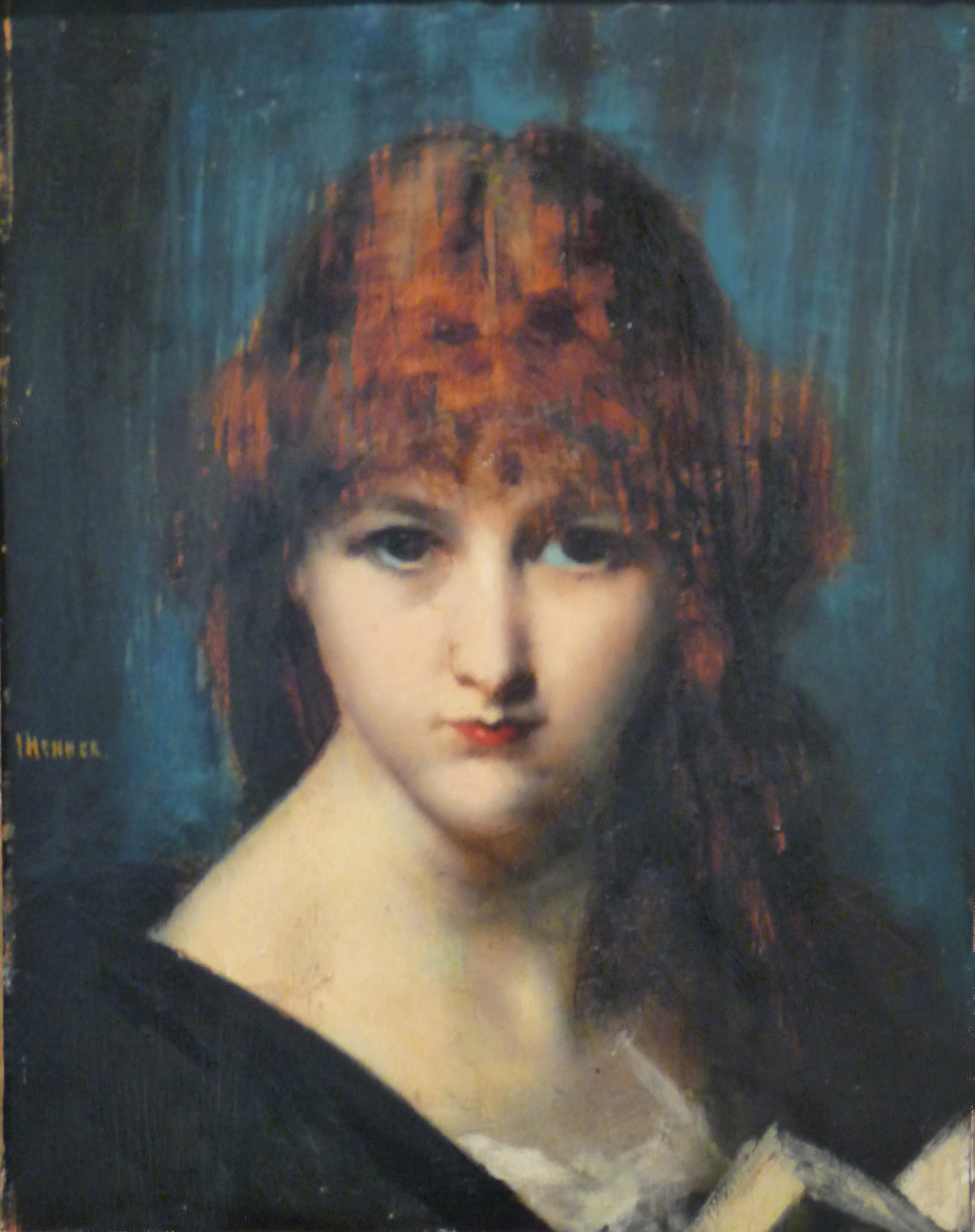
Henner, Portrait de femme
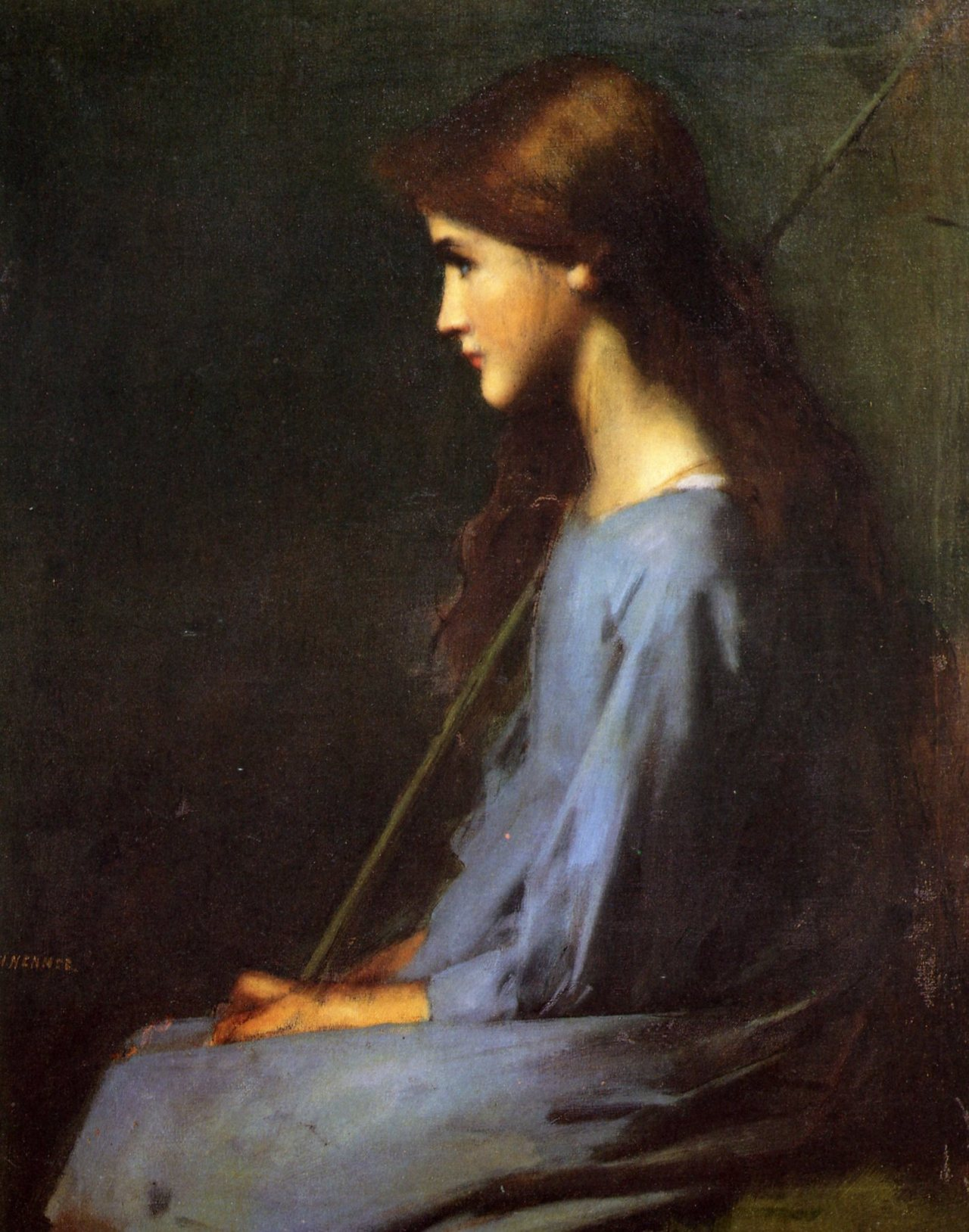
Henner, Petite bergère

Les scènes de genre font une place à l'univers familier des petites gens, le Vieillard assis de Martin Drolling et la Petite marchande de balais qui lui est attribuée, La Tailleuse de soupe de François Bonvin ou le cuisinier (Farniente) de Joseph Bail.

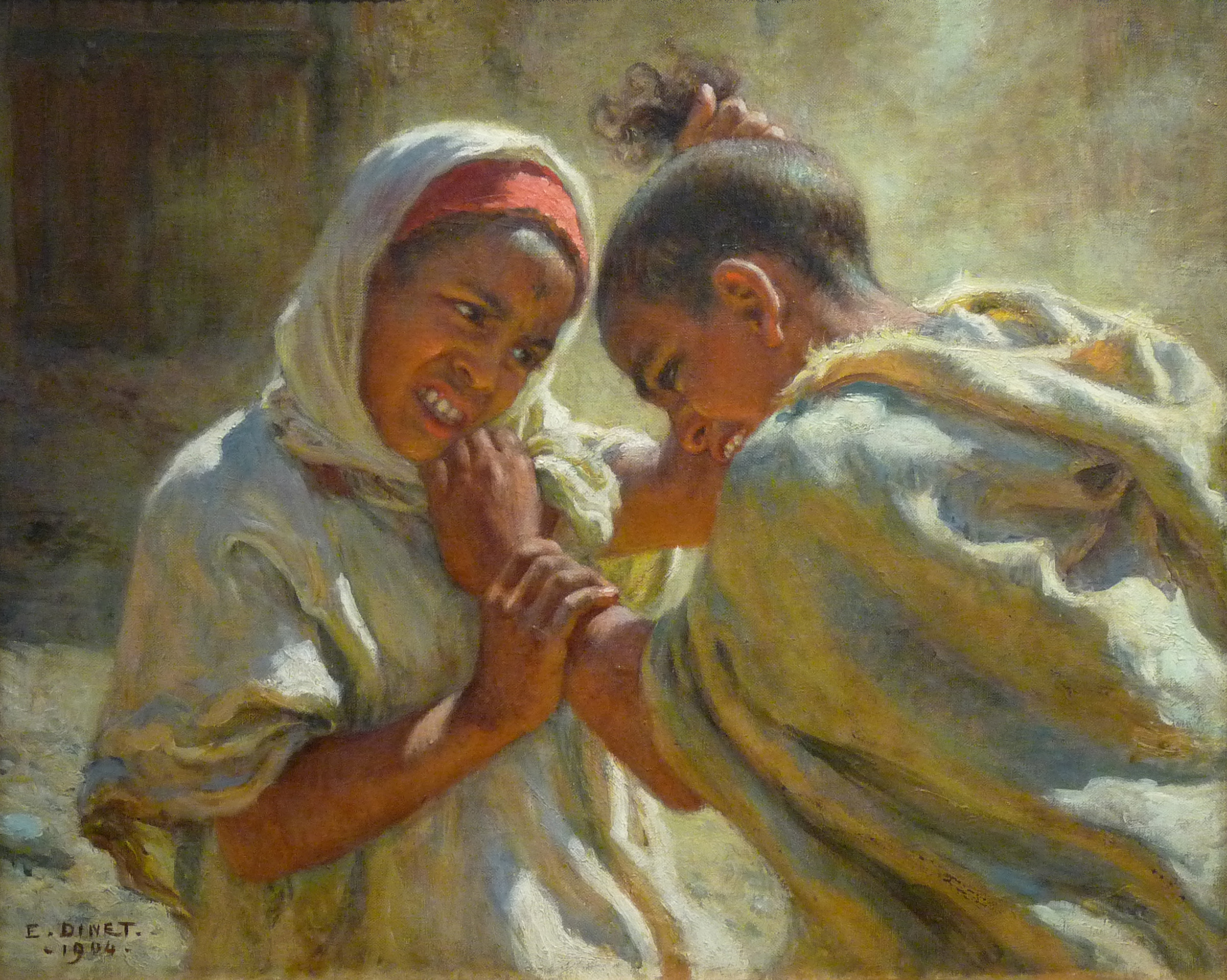
Étienne Dinet, La Dispute

L'orientalisme, cet attrait pour l'exotisme qui bénéficie désormais de moyens de communication plus rapides et de voyages plus nombreux, se traduit par des compositions hautes en couleur, peuplées de chevaux, de chameaux, de harems, de mosquées et de costumes chatoyants. Une salle du musée réunit ainsi L'Entrée de Bonaparte à la mosquée du Caire d'Henri-Léopold Lévy, l'Entrée à la mosquée du Shérif du Ouassan de Georges Clairin, Les présents d'un Pacha de Benjamin-Constant, Chameliers au Caire et Une rue au Caire de Charles-Théodore Frère, La Dispute d'Étienne Dinet. Plus tardif, Le Soir aux portes de Meknès (1925) d'Henri Rousseau puise à la même veine.
La peinture historique se veut aussi édifiante. C'est le cas du Sac de Rome de Victor Schnetz, qui théâtralise une scène de viol. D'autres tableaux sont liés à ce genre toujours très prisé, la Fuite d'un prisonnier gaulois d'Évariste-Vital Luminais, l'Entrevue de César et d'Arioviste en Alsace de Louis Frédéric Schützenberger, l'Habitation lacustre. Une famille de l'âge de pierre au lac de Bienne d'Emmanuel Benner, Samson rompant ses liens de Pierre Glaize, pour les évocations les plus lointaines. D'autres œuvres commémorent des évènements plus contemporains, c'est le cas de la Bataille d'Essling de Fernand Cormon ou de l'Épisode du Siège de Paris en 1870 de Gustave Doré.
L'Alsace, après 1870, inspire peintres français et étrangers. Parmi ces évocations que l'historien d'art Hans Haug désigne sous l'appellation « naturalisme folklorique », figurent la Danse du Coq et L'Arbre de mai de Gustave Brion, Sous la feuillée de Joseph Wencker et L'Envoi du Tonkin de Camille Alfred Pabst.

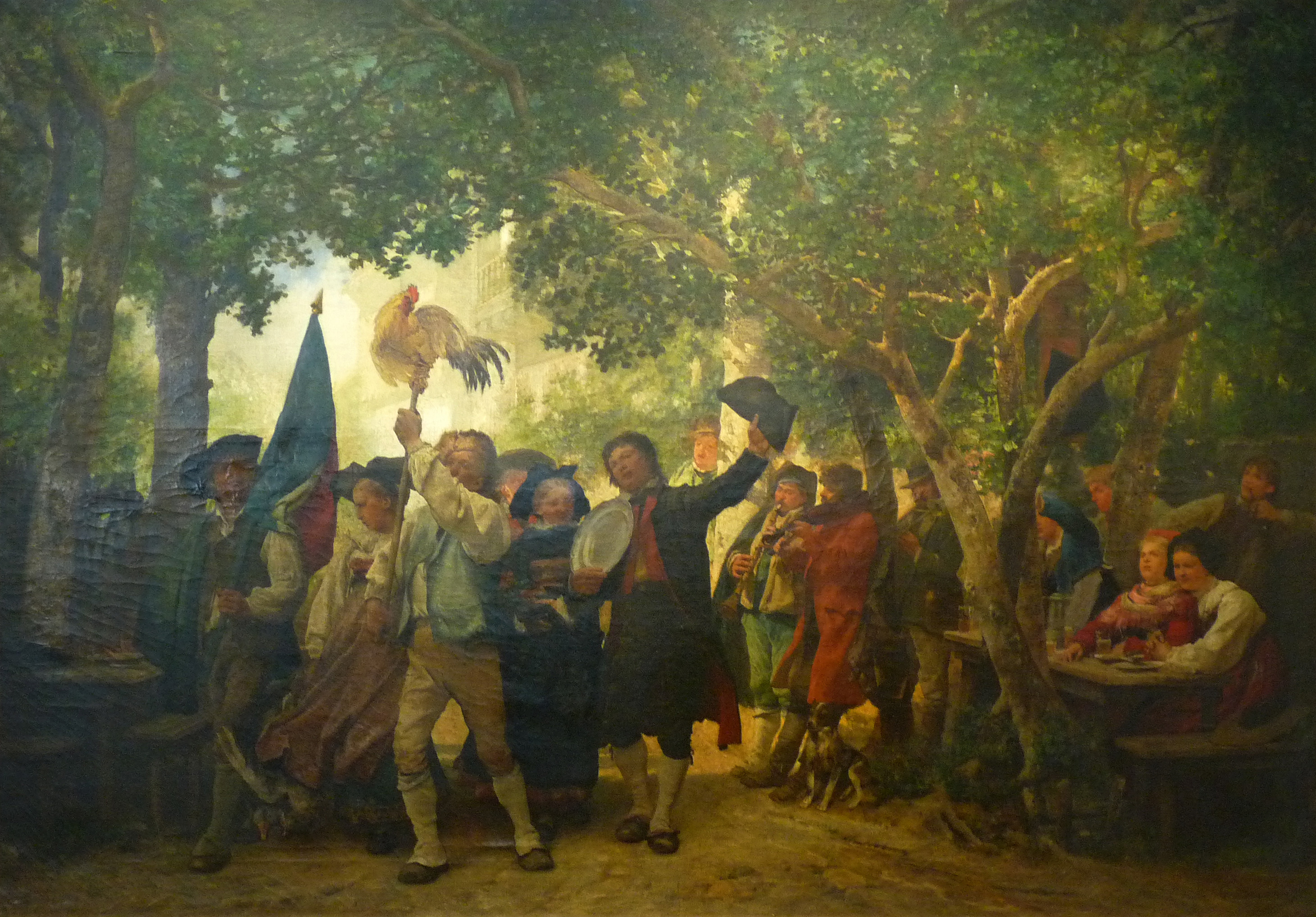
Gustave Brion, Le Vainqueur de la danse du coq
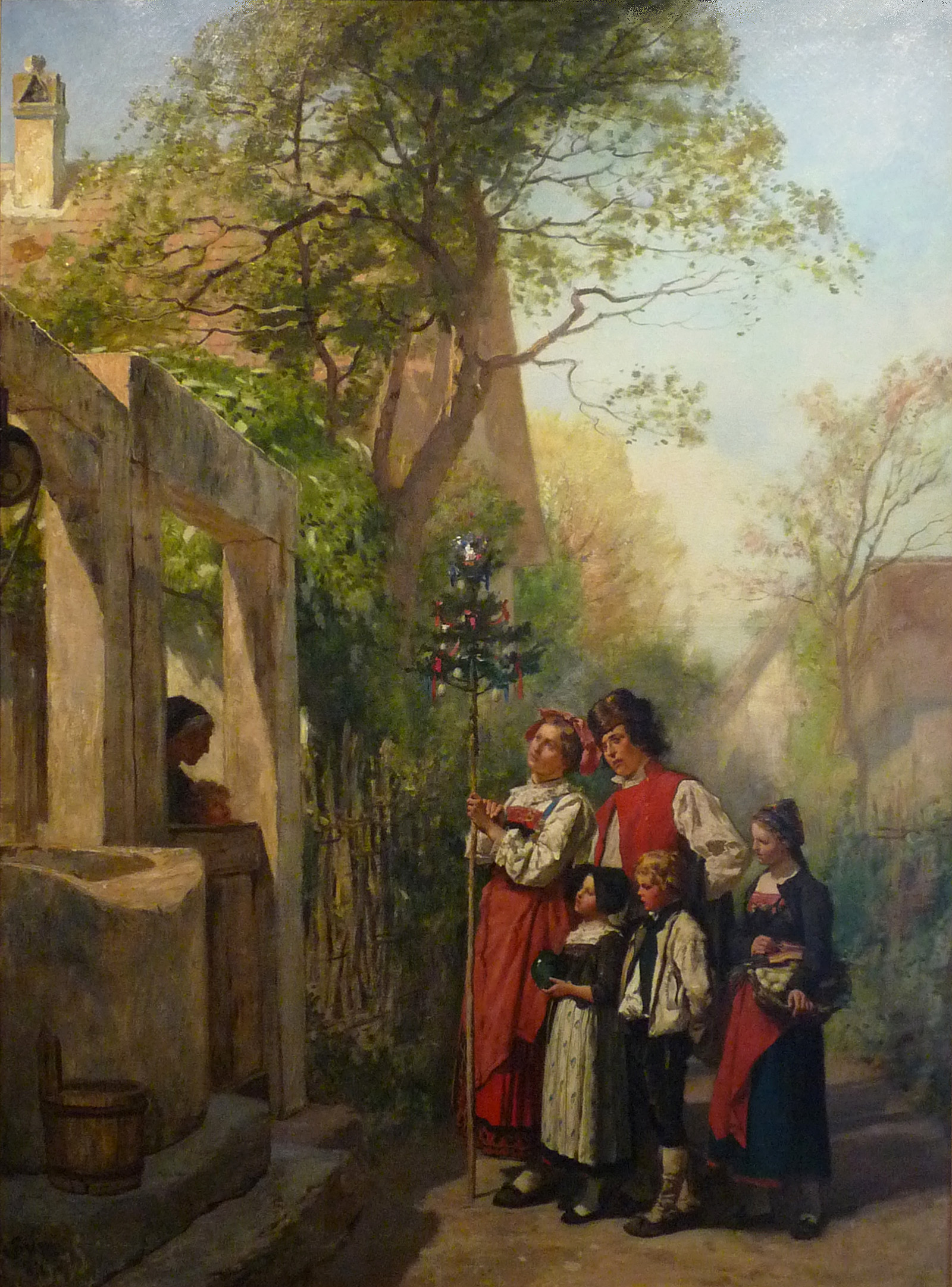
Gustave Brion, L'Arbre de mai, 1864
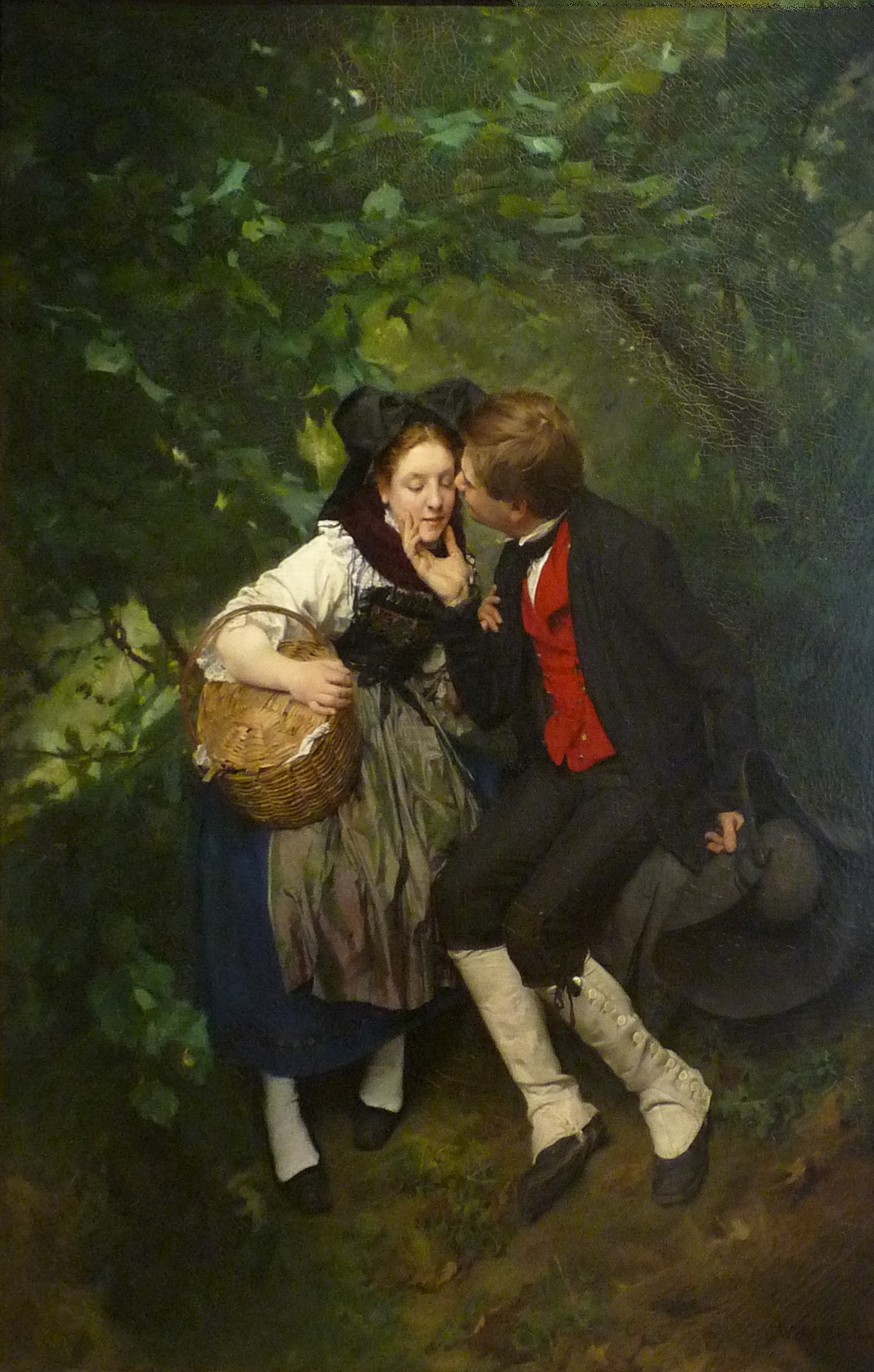
Joseph Wencker, Sous la feuillée
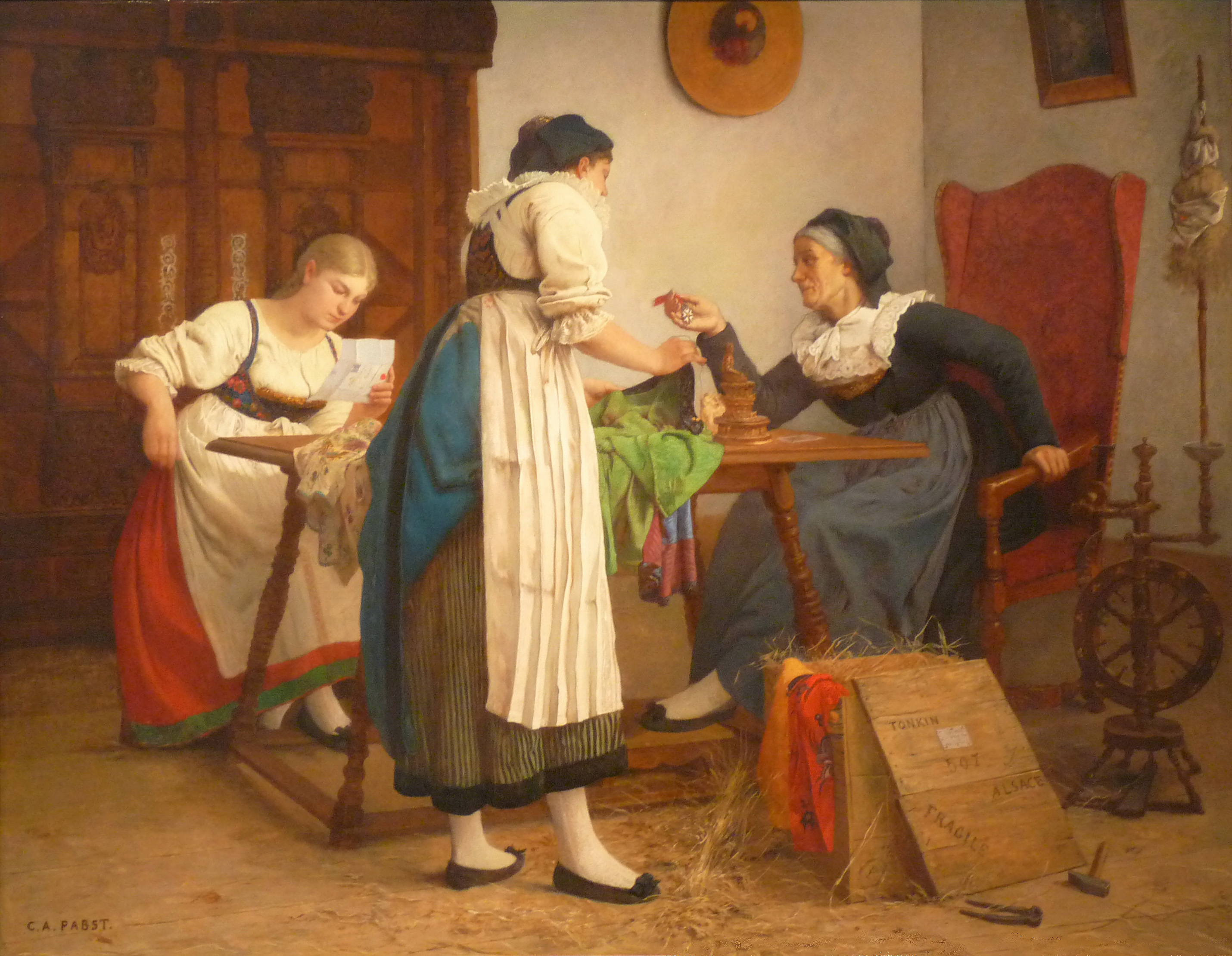
Camille Alfred Pabst, L'Envoi du Tonkin

Les collectionneurs mulhousiens n'ont pas été séduits par l'impressionnisme qui est peu représenté, sauf à travers quelques précurseurs, Louis Isabey et ses Marines, ou celles d'Eugène Boudin. Plus nombreux sont les post-impressionnistes, auxquels on peut rattacher la Matinée d'hiver à Houdonville d'Albert Lebourg, la Rue à Vannes de Joseph Lépine, Marine et Au hameau de Serret (Var) de Julien Gustave Gagliardini et les paysages de Maxime Maufra.
En quête de calme et d'intériorité, le symbolisme conduit une réflexion sur l'art et célèbre aussi l'éternel féminin. Parmi d'autres, Jeune paysanne, en plein soleil et Jeune fille à la rose d'Henri Martin, ou Jeune princesse, époque Renaissance et Les femmes au voile de Lucien-Victor Guirand de Scevola témoignent de ce mouvement.

### XXesiècle
La sélection d'œuvres de l'époque moderne et contemporaine reflète d'abord les goûts des premiers donateurs, réservés à l'égard du cubisme et de l'art abstrait en général, et mieux disposés à l'égard de l'héritage fauve : La Belle Italienne de Georgette Agutte, Le Port de Rabat d'Albert Marquet, Les Chardons de Louis Valtat ou le Bord de mer de Jean Puy, qui exaltent sans excès la couleur pure. La donation Oulmont a permis d'y ajouter dessins et gravures d'Othon Friesz, Antoine Bourdelle, Albert Gleizes et Kees van Dongen.
La production régionale est représentée notamment par une importante séries de paysages et de natures mortes de l'Altkirchois Léon Lehmann et par plusieurs toiles de Charles Walch, né à Thann : Anniversaire, Le Moulin de Borest, Bâtisseurs et architectes et L'Armoire à l'ange.
Après la municipalisation du musée en 1958, la politique d'acquisitions, à l'image de celle des expositions temporaires, accorde une priorité à l'art contemporain. Des artistes tels que Aurélie Nemours, Jean Legros, Felicia Pacanowska, Éliane Thiollier, Dominique Philippe, Blasco Mentor, Tony Langen ou Frans Masereel font ainsi leur entrée dans les collections.

## Expositions temporaires
Les expositions temporaires sont installées au second étage de la villa. Cette liste chronologique n'est pas exhaustive.
- L'Impression et les Arts graphiques à Mulhouse de 1746 à 1870, 15 juin-15 octobre 1948
- Œuvre gravé de Pablo Picasso, 25 juin-30 août 1960
- Amédée Ozenfant, 15 décembre 1985-15 février 1986
- Luc Simon : les moralités légendaires, 1986
- Aux frontières du réel : holographie, art et technique, 15 novembre 1986-18 janvier 1987
- Otto Tschumi (1904-1985), 11 septembre-15 novembre 1987
- Véronique Filozof, 17 décembre 1987-20 janvier 1988
- Jean-Charles Blais : 8 années de dessins, 21 avril-30 mai 1988
- Hans Schnell : Travaux, 24 novembre 1988-8 janvier 1989
- L'amour de l'estampe, 4 février-12 mars 1988
- J.J. Henner : la jeunesse d'un peintre : de 1847 à 1864 : du Sundgau à la villa Médicis, 1989
- François Bruetschy, 23 mars-30 avril 1990
- Dessins et dessins : premier volet, Jean-Pierre Bertrand, François Bouillon, Pierre Buraglio, 13 décembre 1990-10 février 1991
- Dessins et dessins : troisième volet, 25 avril-2 juin 1991,
- Jean-René Hissard, 1991
- Robin Collyer, 6 juin-25 août 1991
- Anne Pontet, 13 septembre-3 novembre 1991
- Lato Sensu : 17 artistes français, exposition itinérante, 1991-1992
- Stéphane Bordarier : peintures 1988-1994, 15 juin-10 septembre 1995
- Daniel Depoutot : stop, non stop, non…, 18 janvier-3 mars 1996
- Matthias Aeberli : transports troyens, mai-juin 1996
- Catherine Melin, 19 décembre 1996-9 mars 1997
- Noël Dolla. Un leurre, 6 mars-16 juin 1998,
- Peter Soriano, 22 avril-30 mai 1999
- Sylvie Fanchon, 22 juin-10 septembre 2000
- Lux : Sophie Debieuvre, 15 juin-31 août 2002
- Axel Wolkenhauer : object (ives), 18 janvier-24 mars 2002
- Benner, Boucher, Bouguereau, Boullonge, Courbet, Grimou, Heilmann, Henner, Hirsch, Mannier, Ruisdael, Suau, Wachsmuth, Wencker, 15 juin-8 septembre 2002
- Antonio Seguí, 21 juin-28 septembre 2003
- Ton beau rouge, Lucrèce : Denis Ansel, 24 janvier-7 mars 2004
- Naji Kamouche, 17 mars-30 avril 2006
- Mimmo Rotella, 1918-2006 : rétrospective, 17 juin-10 septembre 2006
- Henri Zuber, 1844-1909 : de Pékin à Paris, l'itinéraire d'une passion, 6 juin-13 septembre 2009
- Anne-Sophie Tschiegg, 14 avril-10 juin 2012

## Artothèque
Au rez-de-chaussée de la villa, une artothèque permet d'emprunter 800 œuvres (estampes, lithographies, gravures).